# América FC (SP)
Der América Futebol Clube (SP), auch bekannt als América, América-SP oder América (SP), ist ein brasilianischer Fußballverein aus São José do Rio Preto. Wappen, Trikots und Vereinsfarben wurden vom America FC (RJ) aus Rio de Janeiro kopiert.

## Geschichte
Der América Futebol Clube (SP) wurde am 28. Januar 1946 in São José do Rio Preto gegründet. Der Verein ist eine Kopie des America FC aus Rio de Janeiro. 1957 gewann der Verein erstmals die Campeonato Paulista Segunda Divisão. Dadurch war América für die Staatsmeisterschaft von São Paulo qualifiziert.
1978 stieg man erstmals in die Campeonato Brasileiro de Futebol (Série A), der höchsten Spielklasse Brasiliens, auf. Allerdings stieg man am Ende der Saison als 38. wieder ab. Es gelang der direkte Wiederaufstieg, sodass man 1980 wieder in der Série A antrat. Diesmal beendete América die Saison auf Platz 32. 2006 gewann América den Copa São Paulo de Futebol Júnior. Sieben Jahre zuvor unterlag man noch.
América FC (SP) hat als Maskottchen einen roten Teufel namens Diabo.

## Stadion
Heimspiele werden im Estádio Benedito Teixeira ausgetragen. Das 1996 eröffnete Stadion bietet Platz für 36.426 Zuschauer.

## Erfolge
- Campeonato Paulista Série A2:
  - Erster (3): 1957, 1963, 1999

- Copa São Paulo de Juniores:
  - Sieger (1): 2006